# Battista Agnese

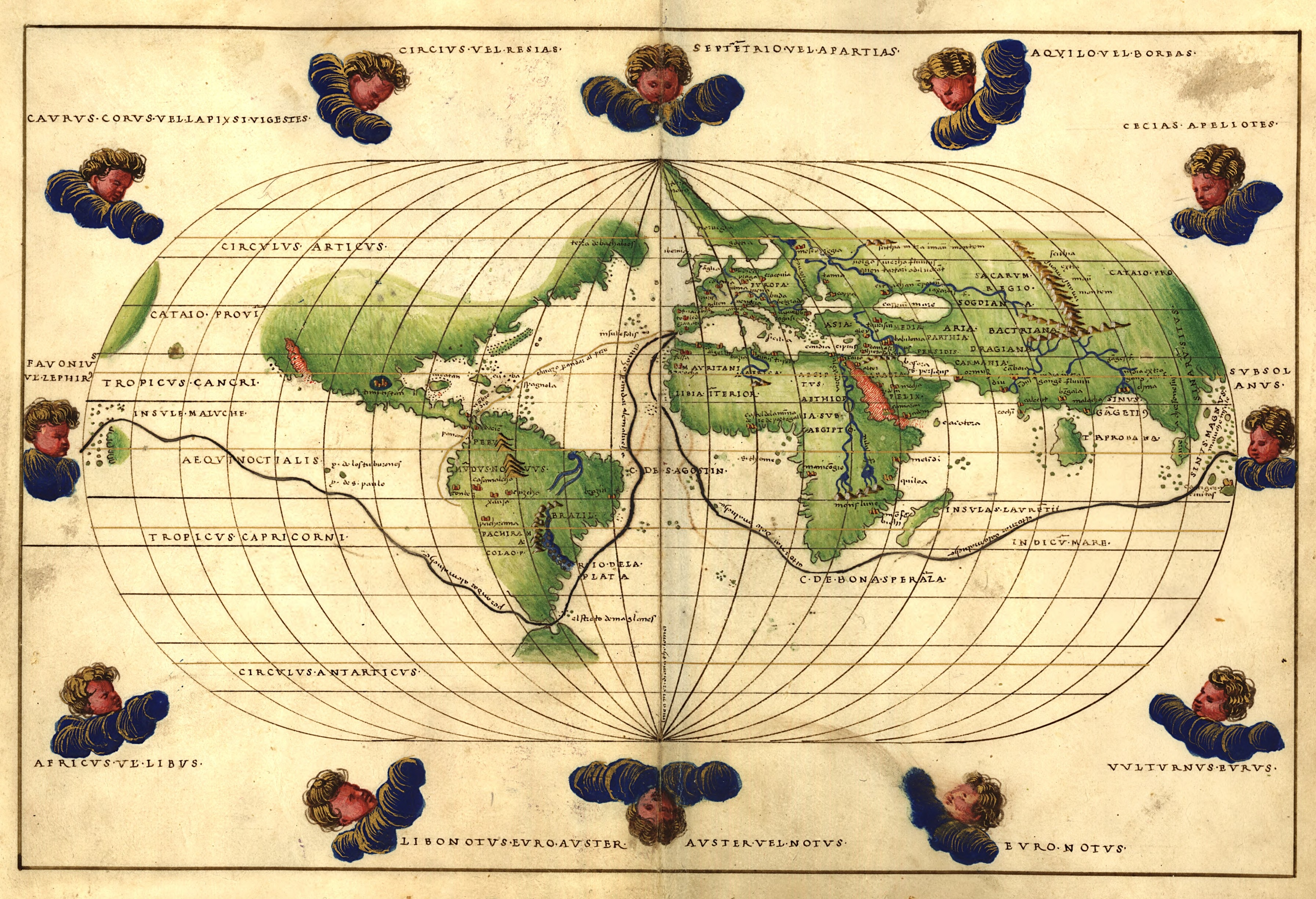
Mappemonde de l'Altlas portulan de Bautista Agnese (1544).

Battista Agnese (né vers 1500 à Gênes et mort en 1564) est un cartographe génois ayant travaillé pour la République de Venise.
En 1525, il prépare une première carte de la Grande-principauté de Moscou basée sur des données géographiques fournies à Paul Jove par l'ambassadeur russe Dmitri Guerassimov.
Son atelier a produit au moins 71 atlas manuscrits de cartes marines entre 1534 et 1564, moins riches que celles de l'École de cartographie de Dieppe mais toujours considérées comme de l'artisanat d'art. Les cartes comportaient les latitudes mais pas les longitudes, avec divers éléments décoratifs.
Une des œuvres les mieux connues d'Agnese est un atlas du monde commandé par Charles Quint pour son fils Philippe II. Produit apparemment autour de 1542, il décrit correctement la péninsule de Basse-Californie comme étant une péninsule (60 ans plus tard, les cartographes commençaient seulement à montrer la Californie et la représentaient comme étant une île).
Agnese aimait à incorporer dans ses cartes des découvertes géographiques récentes. Ainsi, il inclut dans sa carte du monde les routes du voyage de Ferdinand Magellan, et la route vers le Pérou via l'Isthme de Panama, où une importante quantité d'or a été trouvée par les Espagnols.

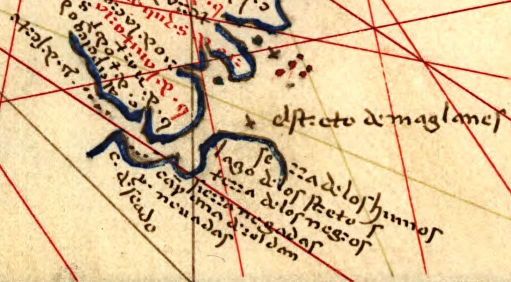
Détail d'une carte du monde tirée de l'atlas Portalan de Battista Agnese. Le troisième nom en bas à gauche indique Campana de Roldan, d'après le marin flamand Roldán de Argot qui fut le premier à voir le Pacifique lors du voyage de Magellan.

}

## Éditions numérisées
- Agnese Atlas. Portolan atlas of 9 charts and a world map, etc. Dedicated to Hieronymus Ruffault, Abbot of St. Vaast. (1544) sur le site de la Library of Congress
- « Atlas de Battista Agnese », sur Biblioteca Digital Hispánica, Bibliothèque nationale d'Espagne, 1544.
- « Atlas of Portolan Charts », John Carter Brown Library